# Africa Open 2014
Het Afrika Open 2014 is een golftoernooi dat deel uitmaakt van de Europese Tour en de Sunshine Tour. Het toernooi loopt van 13 tot en met 16 februari en wordt gespeeld op de East London Golf Club. Het prijzengeld is € 1.000.000 en de titelverdediger is Darren Fichardt.

## Verslag
De par van de baan is 71.

### Ronde 1
Er vielen lage scores, 110 spelers bleven onder par, waarbij Ricardo Santos voorop ging met een ronde van 62 (-9). 

### Ronde 2
De Amerikaan John Hahn maakte een schitterende score van 61 (-10) en ging aan de leiding. 

Dertig spelers konden ronde 2 niet afmaken omdat het te donker was geworden. Thomas Pieters moet zijn laatste hole nog spelen en moet een birdie maken om de cut te halen.

### Ronde 3
De derde ronde wordt vaak Moving Day genoemd, omdat de spelers moeten zorgen dat ze op een kansrijke plaats moeten komen om het toernooi te kunnen winnen of in ieder geval er een goede eindpositie te behalen. Deze ronde produceerde een mooie top-5. Emiliano Grillo ging na een ronde van 62 aan de leiding, maar Ricardo Santos zakte weg naar de 12de plaats.

### Ronde 4
De top-5 bleven de top-5 maar wisselden wel van plaats. Emiliano Grillo begon met een 9 (+5) op de eerste hole en kon de overwinning vergeten. Thomas Aiken en Oliver Fisher eindigden samen op de eerste plaats waarna Aiken een birdie-putt van tien meter maakte en de play-off won.
- Scores

| Naam              | R2D | OWGR | Score R1 | Score R1 | Nr  | Score R2 | Score R2 | Totaal | Nr  | Score R3 | Score R3 | Totaal | Nr  | Score R4 | Score R4 | Totaal | Nr  | play-off | play-off |
| ----------------- | --- | ---- | -------- | -------- | --- | -------- | -------- | ------ | --- | -------- | -------- | ------ | --- | -------- | -------- | ------ | --- | -------- | -------- |
| Thomas Aiken      | 18  | 113  | 66       | -5       | T12 | 65       | -6       | -11    | T5  | 66       | -5       | -16    | T3  | 67       | -4       | -20    | T1  | 3        | 1        |
| Oliver Fisher     | 121 | 382  | 66       | -5       | T12 | 63       | -8       | -13    | 3   | 66       | -5       | -18    | 2   | 69       | -2       | -20    | T1  | 4        | 2        |
| John Hahn         | 107 | 881  | 65       | -6       | T6  | 61       | -10      | -16    | 1   | 71       | par      | -16    | T3  | 68       | -3       | -19    | T3  |          |          |
| David Horsey      | 128 | 230  | 66       | -5       | T12 | 64       | -7       | -12    | 4   | 70       | -1       | -13    | T8  | 65       | -6       | -19    | T3  |          |          |
| Emiliano Grillo   | 121 | 382  | 68       | -3       | T47 | 63       | -8       | -11    | T5  | 62       | -9       | -20    | 1   | 73       | +2       | -18    | T5  |          |          |
| Richard Bland     | 121 | 382  | 64       | -7       | T2  | 69       | -2       | -9     | T13 | 64       | -7       | -16    | T3  | 69       | -2       | -18    | T5  |          |          |
| Lucas Bjerregaard | 106 | 428  | 64       | -7       | T2  | 67       | -4       | -11    | T5  | 69       | -2       | -13    | T8  | 68       | -3       | -16    | T9  |          |          |
| Ricardo Santos    | 89  | 216  | 62       | -9       | 1   | 66       | -5       | -14    | 2   | 73       | +2       | -12    | T12 | 70       | -1       | -13    | T20 |          |          |
| Garth Mulroy      | 103 | 194  | 64       | -7       | T2  | 68       | -3       | -10    | T10 | 70       | -1       | -11    | T16 | 71       | par      | -11    | T34 |          |          |
| Rhys Davies       | =   | 478  | 64       | -7       | T2  | 71       | par      | -7     | T28 | 70       | -1       | -8     | T50 | 68       | -3       | -11    | T34 |          |          |
| Thomas Pieters    | 171 | 1108 | 70       | -1       | T92 | 68       | -3       | -4     | MC  |          |          |        |     |          |          |        |     |          |          |
| Daan Huizing      | 147 | 204  | 69       | -2       | T59 | 74       | +3       | +1     | MC  |          |          |        |     |          |          |        |     |          |          |

| Leider |  | Toernooirecord |  | MC = missed cut = cut gemist |  | R2D |  | OWGR |

## Spelers
| Europese Tour (op alfabeth) - Thomas Aiken - Connor Arendell - Matthew Baldwin - Gaganjeet Bhullar - Lucas Bjerregaard - Richard Bland - Grégory Bourdy - Kristoffer Broberg - Daniel Brooks - François Calmels - Jorge Campillo - Johan Carlsson - Magnus A. Carlsson - Marco Crespi - Jens Dantorp - Robert Dinwiddie - Chris Doak - Jack Doherty - David Drysdale - Simon Dyson - Nacho Elvira - Ross Fisher - Adam Gee - Tano Goya - Emiliano Grillo - John Hahn - JB Hansen - Søren Hansen - Andreas Hartø - James Heath - David Higgins - Michael Hoey - David Horsey - Daan Huizing - Daniel Im - Roope Kakko - Shiv Kapur | - Maximilian Kieffer - Sihwan Kim - Søren Kjeldsen - Jason Knutzon - Mikko Korhonen - Craig Lee - Thomas Levet - Alexander Levy - Shane Lowry - Mikael Lundberg - Morten Ørum Madsen - Stuart Manley - Gareth Maybin - Damien McGrane - Jamie McLeary - James Morrison - Matthew Nixon - Wade Ormsby - Adrian Otaegui - Brinson Paolini - John Parry - Kevin Phelan - Thomas Pieters - Victor Riu - Eduardo de la Riva - Robert Rock - Adrien Saddier - Ricardo Santos - Patrik Sjöland - Lee Slattery - Gary Stal - Duncan Stewart - Mark Tullo - Simon Wakefield - Sam Walker - Anthony Wall - Peter Whiteford - Fabrizio Zanotti | Sunshine Tour (op rangorde) - James Kingston - Divan Van den Heever - Michiel Bothma - Pablo Martín Benavides - Warren Abery - Garth Mulroy - George Coetzee - Ross McGowan - Shaun Norris - Keith Horne - Darren Fichardt - Dawie Van der Walt - Jaco Van Zyl - Oliver Bekker - Chris Swanepoel - Christiaan Basson - Bryce Easton - Justin Harding - Doug McGuigan - Trevor Fisher Jr - Adilson Da Silva - Jake Roos - Merrick Bremner - Jacques Blaauw - Andrew Curlewis - Tjaart Van der Walt - Jean Hugo - Dean Burmester | - Heinrich Bruiners - Neil Schietekat - JJ Senekal - Ulrich van den Berg - Jbe' Kruger - Louis De Jager - Charl Coetzee - Desvonde Botes - Jaco Ahlers - Titch Moore - Vaughn Groenewald - Danie Van Tonder - Ruan De Smidt - Justin Walters - Allan Versveld - Michael Hollick - James Kamte - Dylan Frittelli - PH McIntyre - Ryan Cairns - Martin Du Toit - Graham Van der Merwe - Alex Haindl - Jared Harvey - Lyle Rowe - Wallie Coetsee - Tyrone Ferreira - Brandon Pieters | Invitaties - Mpho Mafishe - Neo Thubisi - Thabo Maseko - Brandon Stone - Keenan Davidse - Teboho Sefatsa - Brett Liddle - Madalitso Muthiya - José-Filipe Lima - Richard Finch - Phillip Price - Peter Hedblom - Brady Watt - Fredrik Andersson Hed |